# Little Feat
Little Feat é uma banda de rock formada nos Estados Unidos em 1969 pelo vocalista, guitarrista e compositor Lowell George e o tecladista Bill Payne.
Apesar de passar por diversas mudanças em sua formação, manteve em seu som uma mistura eclética de rock and roll, blues, country, folk, R&B, funk e jazz fusion, com um repertório composto em sua grande maioria pelos próprios integrantes do grupo. Grupo teve início em Los Angeles, USA, em 1969 e apesar de serem californianos, fizeram um rock mais direcionado ao estilo de rock music das Dixielands, flertando sempre com o som da Southern Rock tão característico desta região com seu som se influenciando nos Allman Brothers Band, Lynyrd Skynyrd, Molly Hatchet, Outlaws e  Blackfoot.

## Discografia

### Estúdio
- Little Feat (1971)
- Sailin' Shoes (1972)
- Dixie Chicken (1973)
- Feats Don't Fail Me Now (1974)
- The Last Record Album (1975)
- Time Loves A Hero (1977)
- Down on the Farm (1979)
- Let It Roll (1988)
- Representing the Mambo (1990)
- Shake Me Up (1991)
- Ain't Had Enough Fun (1995)
- Under the Radar (1996)
- Chinese Work Songs (2000)
- Kickin' It at the Barn (2003)
- Join the Band (2008)

### Ao vivo
- Waiting for Columbus (1978)
- Live From Neon Park (1996)
- Extended Versions (2000)
- Late Night Truck Stop (2001)
- Waiting for Columbus (2002)
- Live at the Rams Head (2002)
- Down Upon the Suwannee River (2003) [a two-disc set]
- Highwire Act Live in St. Louis 2003 (2004)
- Barnstormin' Live Volume One (2005)
- Barnstormin' Live Volume Two (2005)
- Rocky Mountain Jam (2007)
- Rams Head Revisited (2010)

### Coletâneas
- Hoy-Hoy! (1981)
- As Time Goes By: The Very Best of Little Feat (1994)
- Hotcakes & Outtakes: 30 Years Of Little Feat (2000)
- Ripe Tomatos - Volume One (2002)
- Raw Tomatos - Volume One (2002)
- The Essentials (2005)
- Barnstormin' Live Volumes One + Two (2006)
- The Best of Little Feat (2006)